# Матје Фламини
Матје Пјер Фламини (фр. Mathieu Pierre Flamini; Марсеј, 7. март 1984) бивши је француски фудбалер корзиканског порекла који је играо на позицији везног играча. Након играчке каријере почео је да се бави предузетништвом.
Наступао је за Олимпик из Марсеја и Милан. Од 2007. до 2008. одиграо је три утакмице за А репрезентацију Француске. Први професионални меч одиграо је у децембру 2003. против Тулузе.